# José Francisco Socarras
José Francisco Socarras (Valledupar, 5 de noviembre de 1906-Bogotá, 24 de marzo de 1995) fue un psiquiatra y escritor colombiano. Fue un pionero de la psiquiatra en Colombia y fue uno de los fundadores de la Escuela Normal Superior a lo largo de su vida José Francisco Socarras fue profesor universitario, miembro de la Academia Colombiana de Historia y de la Academia Colombiana de la Lengua publicó varios artículos y fue colaborador del El Tiempo y de varias revistas de Colombia.